# Constitution du Japon
Lire en ligne

Sur le site de l'université de Montpellier : traduction en français de la constitution japonaise  ; sur le site de la bibliothèque du Parlement du Japon : en japonais, en anglais

Constitution de l'empire du Japon
La  Constitution du Japon (日本国憲法, Nihon-koku kenpō) est la forme actuelle de loi fondamentale du Japon depuis 1947. Votée le 3 novembre 1946, sous l'occupation américaine, elle est en vigueur depuis le 3 mai 1947. Cette « constitution de 1947 », aussi appelée Constitution d'après-guerre (戦後憲法, Sengo kenpō) est rédigée avec le souci de ne pas rééditer les erreurs du système précédent qui avait conduit au totalitarisme[réf. nécessaire].

## Constitution Meiji de 1889
Datant de 1889 et fondée sur le modèle bismarckien, la constitution de l'empire du Japon (大日本帝國憲法, Dai-Nippon-teikoku kenpō) donne à l'empereur un très important pouvoir au titre notamment de commandant suprême de l'Armée et de la Marine et du quartier général impérial (大本営, Daihon'ei).

## Constitution de 1947 ou d'après-guerre

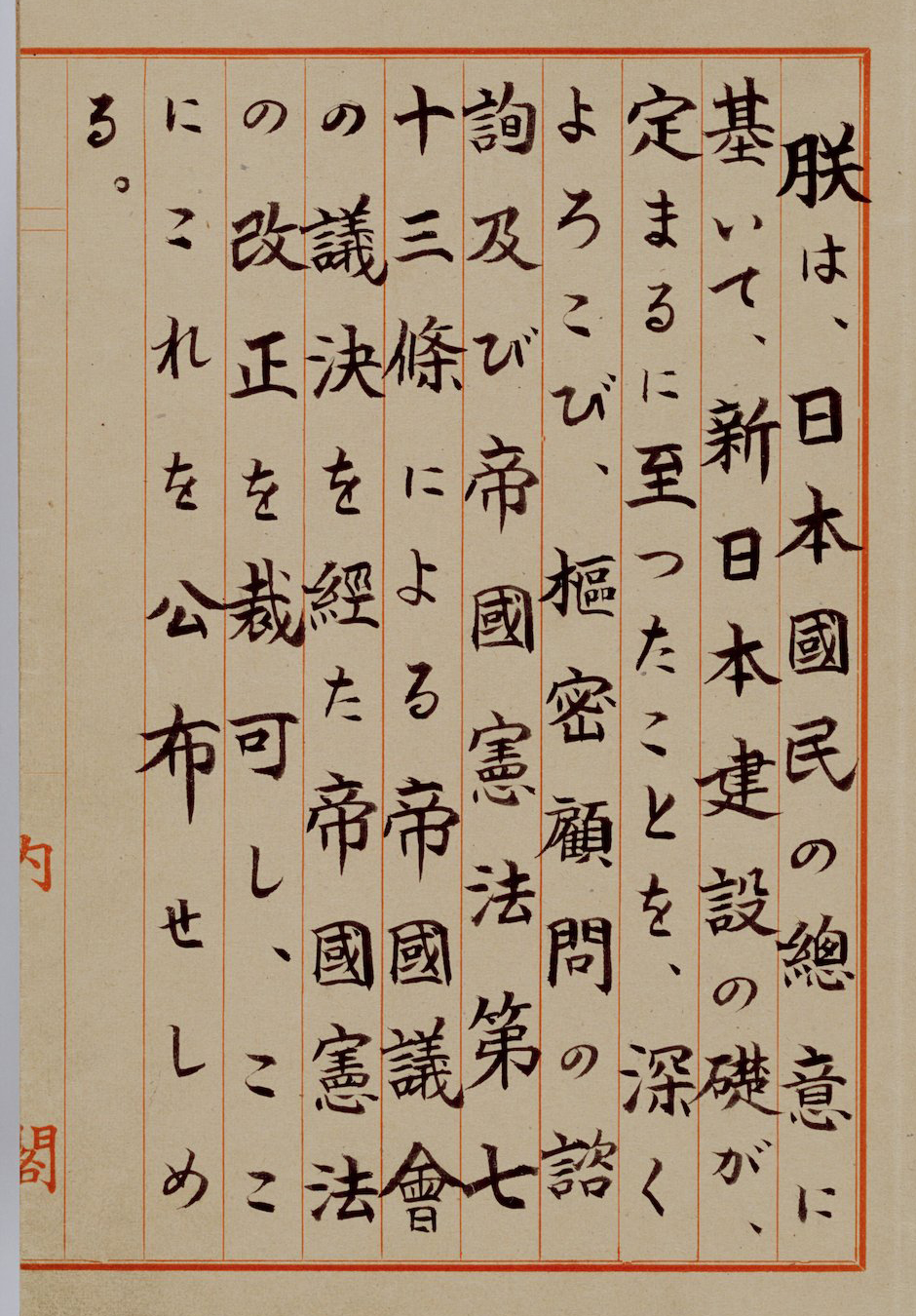
Préambule de la constitution japonaise.

La constitution de l'État du Japon (日本国憲法, Nihon-koku kenpō), forme totalement révisée de la précédente, date de la fin de la Seconde Guerre mondiale. Le 6 mars 1946, le gouvernement révèle les grandes lignes de la constitution, votée le 3 novembre 1946 et entrée en vigueur le 3 mai 1947. Elle est en partie inspirée par le travail de Douglas MacArthur alors commandant suprême des forces d'occupation alliées au Japon.
De fait, le Japon se dote toutefois avec la guerre froide d'une armée non officielle nommée « Force d'autodéfense ».
Les principes de la Constitution sont la souveraineté populaire, la protection des droits fondamentaux et la paix perpétuelle. 
L'article 9 de la constitution suscite souvent de l'étonnement à l'étranger, et des conflits au parlement japonais, en prônant le renoncement à la guerre.

« Chapitre II. Renonciation à la guerre
Article 9. Aspirant sincèrement à une paix internationale fondée sur la justice et l'ordre, le peuple japonais renonce à jamais à la guerre en tant que droit souverain de la nation, ou à la menace, ou à l'usage de la force comme moyen de règlement des conflits internationaux.
Pour atteindre le but fixé au paragraphe précédent, il ne sera jamais maintenu de forces terrestres, navales et aériennes, ou autre potentiel de guerre. Le droit de belligérance de l'État ne sera pas reconnu. »

Les Japonais sont passés de l’ère des sujets à celle des citoyens. Malgré la conservation du « tennoïsme » (conférant à l’empereur et à l’institution impériale une place centrale), la Constitution se situe dans l'héritage de la Déclaration des droits de l'homme et du citoyen de 1789 avec pour objectif proclamé de « défendre les droits naturels et civils, sacrés et imprescriptibles ».
Sous la pression américaine, le texte reprend également plusieurs réformes sociales : droit de grève, conventions collectives, fin des monopoles et suffrage féminin, la constitution japonaise étant la première au monde à évoquer le droit des femmes.
La Constitution peut être amendée par l'article 96, nécessitant l'approbation des deux tiers de la Diète ensuite soumis par un référendum populaire. La procédure est reconnue comme l'une des plus compliquées parmi les Constitutions dans le monde, ce qui fait que la loi suprême est la même depuis 1946,,.

### Interprétations
Un film japonais Le Ciel bleu du Japon (日本の青空, Nihon no aozora, 2007, financé par souscription) raconte, sous forme d'un docu-fiction, l'élaboration de la constitution actuelle, apparemment d'après des travaux récents d'historiens japonais, en accordant un rôle prépondérant aux Japonais dans la rédaction du texte : un rédacteur (M. Suzuki, premier prisonnier à la suite des lois d'exception pendant la guerre) a rédigé des brouillons relus par un petit groupe de pacifistes, autres anciens prisonniers et résistants, puis soumis au responsable du parlement japonais pour la future constitution, lui-même soumettant cela aux Américains du General Headquarters.
Le but premier du film est de faire valoir que cette constitution n'a pas été dictée par les Américains.
Toutefois, les archives officielles démontrent que le contenu de la nouvelle constitution diffère notablement du projet soumis initialement par le cabinet de Kijuro Shidehara et qu'il a été fortement influencé par les travaux de l'équipe de Douglas MacArthur, Commandant suprême des forces alliées en février et mars 1946 ; les archives montrent aussi que les parlementaires japonais ont beaucoup discuté, parfois mot à mot, avec les autorités américaines et que ces négociations ont eu un impact sur l'écriture finale de la constitution.